# Liparis nebuligena
Liparis nebuligena är en orkidéart som beskrevs av Rudolf Schlechter. Liparis nebuligena ingår i släktet gulyxnen, och familjen orkidéer. Inga underarter finns listade i Catalogue of Life.